# Nor'west arch
Le Nor'west arch (en français arche de nord-ouest) est une bande de nuages blancs élevés qui se forme à l'est de l'île du Sud de la Nouvelle-Zélande et qui ressemble à une arche dans un ciel bleu clair au-dessus des Alpes du Sud. Elle est accompagnée d'un fort vent chaud de nord-ouest ou de nord, appelé « nor'wester ». Dans la région de Canterbury, où elle est bien connue, on l'appelle aussi l'arche de Canterbury. On la trouve également dans les régions d'Otago et de Marlborough, ainsi qu'à l'est des chaînes de montagnes le long de la côte est de l'île du Nord.
Plus près de la côte de Canterbury, à quelque distances des Alpes du Sud, il apparaît comme une zone bleue claire au-dessus des montagnes, d'où s'échappent des nuages blancs vers l'est. Ce phénomène est similaire à l'arche Chinook observée dans les régions juste à l'est des montagnes Rocheuses aux États-Unis et au Canada.

## Formation

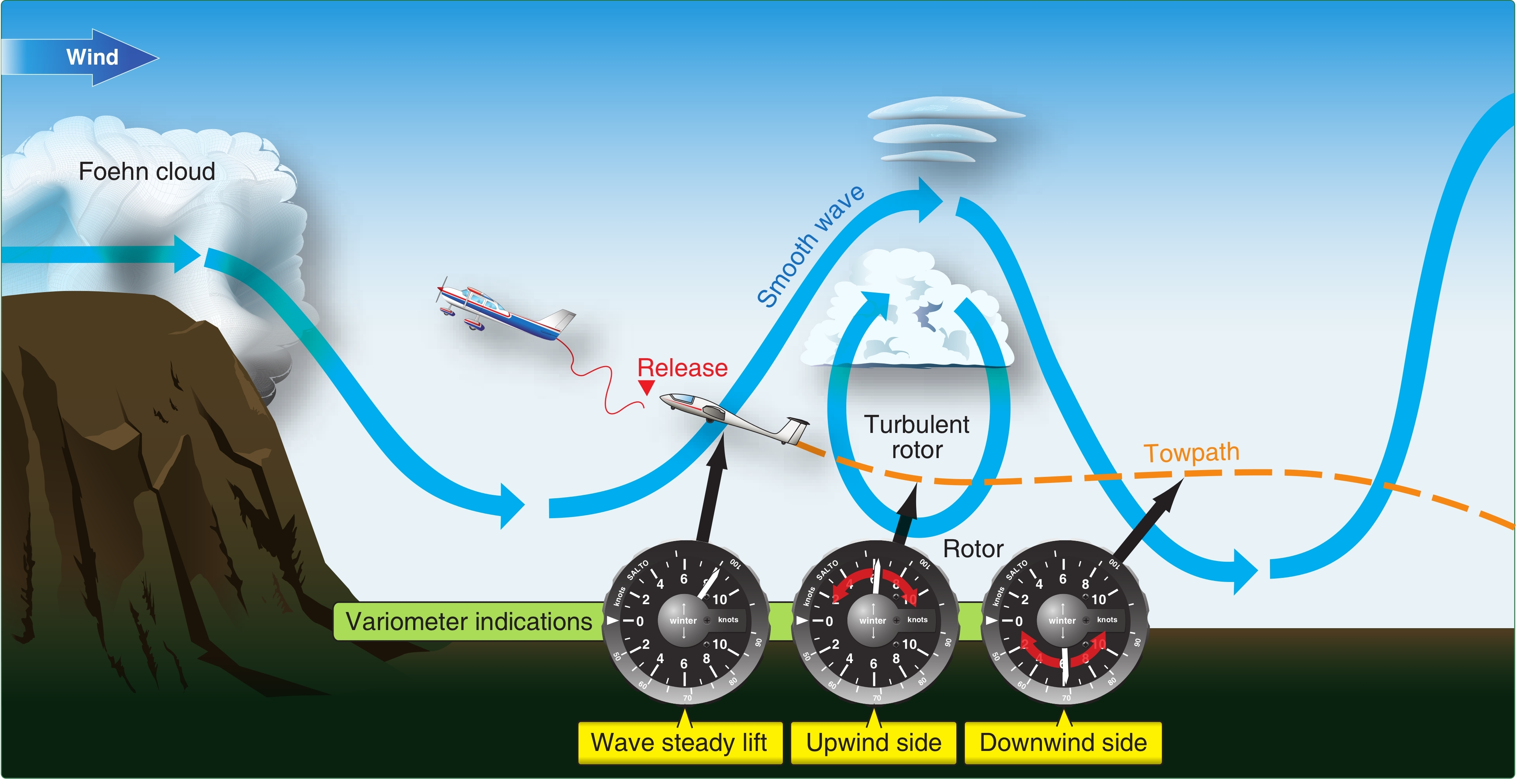
Mouvement de l'air et formation de nuages en aval des montagnes nuages par effet de foehn.

L'arche est un nuage formé par l'effet de foehn, parfois prenant la forme d'un nuage lenticulaire. Le vent du nord-ouest pousse l'air chaud et humide venant de la mer de Tasman sur les pentes des Alpes du Sud, provoquant son refroidissement rapide.
La plus grande partie de l'humidité est déversée sous forme de pluie ou neige sur la côte ouest et est responsable des forêts tropicales tempérées qui s'y trouvent. La zone à l'est de la ligne de partage des eaux se trouve dans l'ombre pluviométrique des Alpes, la vapeur d'eau restante devient visible dans une bande de nuages avec une bordure occidentale très nette au-dessus des montagnes au sommet de chaque onde orographique et une importante étendue transversale sous le vent. Du point de vue d'un observateur du côté est, cela apparaît comme une « arche » de nuages. L'onde stationnaire où se forme l'arche est causée par la condensation de l'humidité qui devient visible vers le sommet de l'onde, puis s'évapore à nouveau lorsque l'air descend vers le creux de l'onde. L'arche est particulièrement visible lorsque le ciel bleu à l'ouest est complètement dégagé.
Les arches causées par le passage de fronts froids se transforment souvent en un ou deux jours en un vent frais du sud accompagné d'averses de pluie, au passage du front. Au milieu de l'hiver, une circulation de nord-ouest est souvent suivie d'une vague de froid brève mais intense, souvent accompagnée d'orages, de grêle ou de pluie, et parfois de neige pouvant s'accumuler jusqu'au niveau de la mer.

## Occurrence
L'arche du nord-ouest peut être vue aussi loin au nord qu'Amberley et aussi loin au sud que le district de Central Otago, mais elle est la plus visible dans les plaines de Canterbury, en raison de la nature plate et basse du terrain à l'est des montagnes.
Le vent du nord-ouest peut souffler à tout moment de l'année, mais il est moins fréquent en hiver. Nombre des vents les plus forts du nord et du nord-ouest soufflent devant les fronts froids. Un front traversant l'île du Sud s'étend souvent du nord-ouest au sud-est, atteignant les parties nord de la côte ouest avant d'atteindre les zones correspondantes de la côte est. L'intensité du vent est associé au fort gradient de pression atmosphérique à l'avant du système cyclonique, atteignent généralement la force d'un coup de vent et causent des dommages isolés aux arbres et aux bâtiments. Une fois tous les deux ou trois ans, un nord-ouest atteint la force d'ouragan et cause des dégâts étendus.

## Effets
La chaleur et le manque d'humidité caractéristiques des foehns du nord-ouest jouent un rôle majeur dans les sécheresses intermittentes que connaissent Canterbury et d'autres régions de la côte est de la Nouvelle-Zélande. Les Nor'westers ont un profond impact psychologique sur de nombreuses personnes soumises à leur nature chaude et sèche. Ils ont été statistiquement associées à une augmentation des suicides et des violences conjugales.